# Canthon mutabilis
Canthon mutabilis е вид бръмбар от семейство Листороги бръмбари (Scarabaeidae). Видът не е застрашен от изчезване.

## Разпространение
Разпространен е в Аржентина (Буенос Айрес, Ентре Риос, Кордоба, Кориентес, Мисионес, Салта, Сан Салвадор де Хухуй, Санта Фе, Сантяго дел Естеро, Тукуман и Чако), Боливия, Бразилия (Амазонас, Баия, Гояс, Мато Гросо, Мато Гросо до Сул, Минас Жерайс, Пара, Пернамбуко, Рио Гранди до Сул, Рио де Жанейро, Рондония, Рорайма, Санта Катарина, Сао Пауло и Токантинс), Венецуела, Колумбия, Панама, Парагвай, Перу и Уругвай.